# Dwars door het Hageland 2021
La Dwars door het Hageland 2021 fou la 16a edició de la Dwars door het Hageland. La cursa es disputà el 5 de juny de 2021 sobre un recorregut de 177 km. La cursa formava part de l'UCI ProSeries 2021, en la categoria 1.Pro, i de la Copa de Bèlgica de ciclisme.
La victòria fou pel noruec Rasmus Tiller (Uno-X Pro Cycling Team), que s'imposà als seus companys d'escapada Danny van Poppel, Yves Lampaert i el vencedor de l'edició anterior, Jonas Rickaert.

## Equips
L'organització convidà a 21 equips a prendre part en aquesta cursa. A darrera hora l'Israel Start-Up Nation fou baixa per culpa de diversos casos de COVID-19 dins l'equip.
| WorldTeams (4)- Cofidis - Deceuninck-Quick Step - Intermarché-Wanty-Gobert Matériaux - Team DSM ProTeams (8)- Alpecin-Fenix - Arkéa-Samsic - B&B Hotels p/b KTM - Bingoal Pauwels Sauces WB - Team Novo Nordisk - Sport Vlaanderen-Baloise - Total Direct Énergie - Uno-X Pro Cycling Team Equips continentals (8)- BEAT Cycling - Baloise-Trek Lions - Lviv - Pauwels Sauzen-Bingoal - Riwal - Tarteletto-Isorex - VolkerWessels Cycling Team - Xelliss-Roubaix Lille Métropole |
| |

## Classificació final
| \| Classificació general \| Classificació general \| Classificació general \| Classificació general \| Classificació general \| \| Corredor \| Corredor \| Equip \| Temps \| \| \| --------------------- \| --------------------- \| ---------------------------------- \| --------------------- \| --------------------- \| \| 1r \| Rasmus Tiller \| Uno-X Pro Cycling Team \| 3h 58' 27" \| \| \| 2n \| Danny van Poppel \| Intermarché-Wanty-Gobert Matériaux \| + 1" \| \| \| 3r \| Yves Lampaert \| Deceuninck-Quick Step \| + 2" \| \| \| 4t \| Jonas Rickaert \| Alpecin-Fenix \| + 2" \| \| \| 5è \| Piet Allegaert \| Cofidis \| + 2" \| \| \| 6è \| Connor Swift \| Arkéa-Samsic \| + 5" \| \| \| 7è \| Boy van Poppel \| Intermarché-Wanty-Gobert Matériaux \| + 16" \| \| \| 8è \| Dries Van Gestel \| Total Direct Énergie \| + 47" \| \| \| 9è \| Tim Merlier \| Alpecin-Fenix \| + 51" \| \| \| 10è \| Kristoffer Halvorsen \| Uno-X Pro Cycling Team \| + 51" \| \| |                      |                                    |            |
| |                      |                                    |            |
| Font: ProCyclingStats |                      |                                    |            |
| Classificació general |                      |                                    |            |
| Corredor | Corredor             | Equip                              | Temps      |
| 1r | Rasmus Tiller        | Uno-X Pro Cycling Team             | 3h 58' 27" |
| 2n | Danny van Poppel     | Intermarché-Wanty-Gobert Matériaux | + 1"       |
| 3r | Yves Lampaert        | Deceuninck-Quick Step              | + 2"       |
| 4t | Jonas Rickaert       | Alpecin-Fenix                      | + 2"       |
| 5è | Piet Allegaert       | Cofidis                            | + 2"       |
| 6è | Connor Swift         | Arkéa-Samsic                       | + 5"       |
| 7è | Boy van Poppel       | Intermarché-Wanty-Gobert Matériaux | + 16"      |
| 8è | Dries Van Gestel     | Total Direct Énergie               | + 47"      |
| 9è | Tim Merlier          | Alpecin-Fenix                      | + 51"      |
| 10è | Kristoffer Halvorsen | Uno-X Pro Cycling Team             | + 51"      |